# Spermacoce kirkii
Spermacoce kirkii är en måreväxtart som först beskrevs av William Philip Hiern, och fick sitt nu gällande namn av Bernard Verdcourt. Spermacoce kirkii ingår i släktet Spermacoce och familjen måreväxter. Inga underarter finns listade i Catalogue of Life.